# 6769 Brokoff
6769 Brokoff è un asteroide della fascia principale. Scoperto nel 1985, presenta un'orbita caratterizzata da un semiasse maggiore pari a 2,4162949 UA e da un'eccentricità di 0,1239512, inclinata di 3,90241° rispetto all'eclittica.